# Bonfol
Bonfol är en ort och kommun i distriktet Porrentruy i kantonen Jura, Schweiz. Kommunen har 642 invånare (2021).